# 索尼 FE 24-105mm F4 G OSS

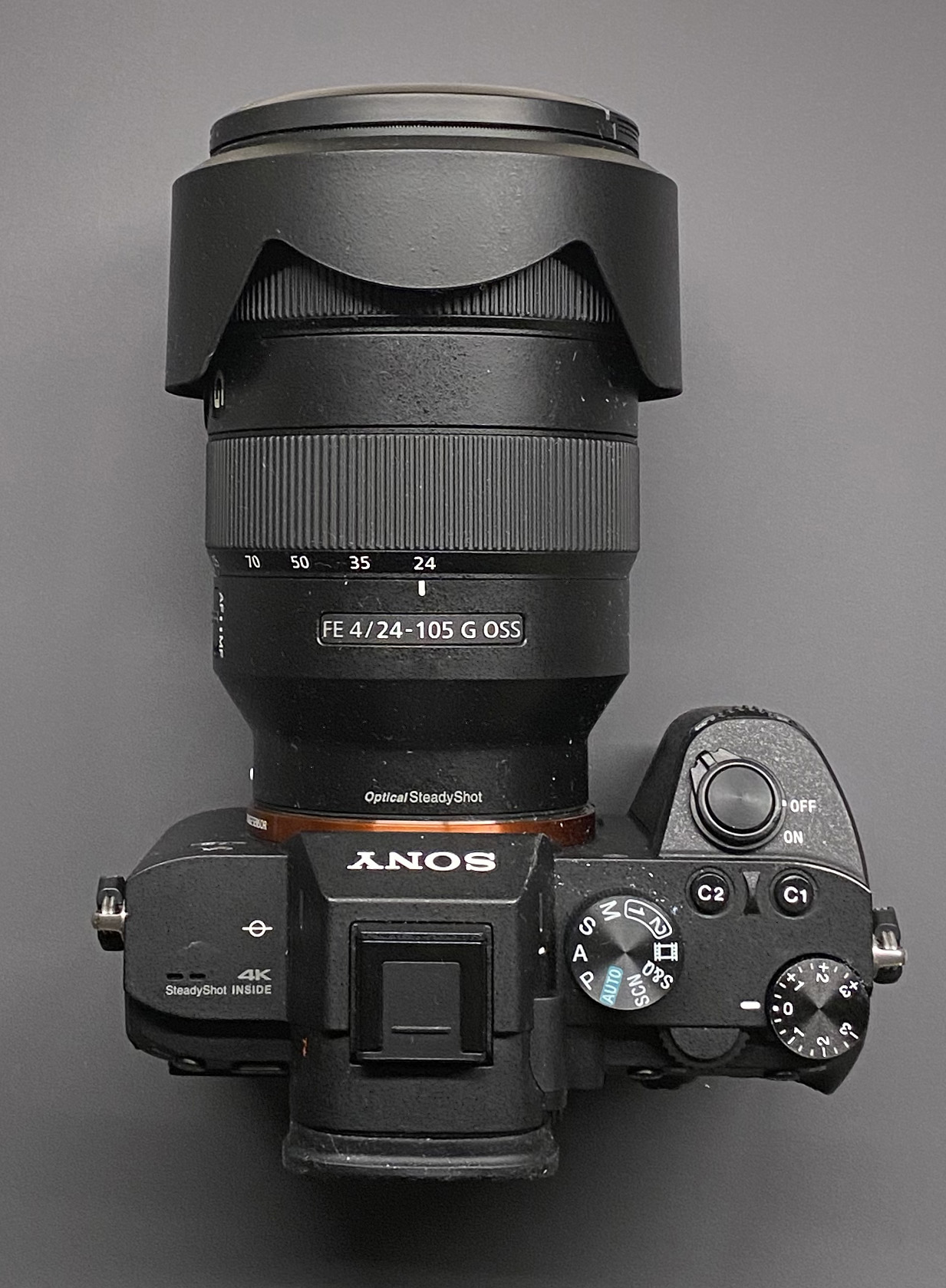
一台搭载该镜头的索尼无反相机

索尼 FE 24-105mm F4 G OSS是索尼为E接环全画幅无反相机设计的恒定光圈变焦镜头，于2017年10月24日正式发布。
鉴于该镜头不太寻常的1:3放大倍率，该镜头被被认为是一款微距镜头。该镜头虽然针对全画幅设计，但它仍能被用于索尼APS-C画幅E接环机身，等效焦距36-157.5毫米。